# منسورا (لوئیزیانا)
منسورا (به انگلیسی: Mansura) شهری در ایالت لوئیزیانا کشور ایالات متحده آمریکا است که جمعیت آن در سرشماری سال ۲۰۱۰ میلادی، ۱٬۴۱۹ نفر بوده‌است.